# Gustavo Colman
Gustavo Colman (ur. 19 kwietnia 1985 w Pilar) – argentyński piłkarz pochodzenia irlandzkiego występujący na pozycji pomocnika. Zawodnik Trabzonsporu. 

## Kariera
Colman zawodową karierę rozpoczynał w 2003 roku w ekipie Chacarita Juniors z argentyńskiej Primera División. Zadebiutował w niej 25 października 2003 roku w wygranym 4:0 pojedynku z Nuevą Chicago. W 2004 roku spadł z zespołem do Primera B Nacional. W barwy Chacarity reprezentował jeszcze przez 2 lata.
W 2006 roku Colman odszedł do belgijskiego Germinalu Beerschot. W Eerste klasse pierwszy mecz zaliczył 29 lipca 2006 roku przeciwko KSK Beveren (1:0). 28 października 2006 roku w zremisowanym 1:1 spotkaniu z Royalem Charleroi strzelił pierwszego gola w Eerste klasse. W Germinalu spędził 2 lata.
W 2008 roku Colman podpisał kontrakt z tureckim Trabzonsporem. W Süper Lig zadebiutował 24 sierpnia 2008 roku w wygranym 2:0 meczu z Ankarasporem. 27 września 2008 roku w wygranym 3:2 pojedynku z Antalyasporem zdobył pierwszą bramkę w Süper Lig. W 2010 roku zdobył z zespołem Puchar Turcji oraz Superpuchar Turcji.
W 2015 roku odszedł do argentyńskiego Rosario Central.